# Samuel Salmi

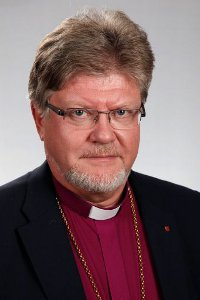
Bischof Samuel Salmi

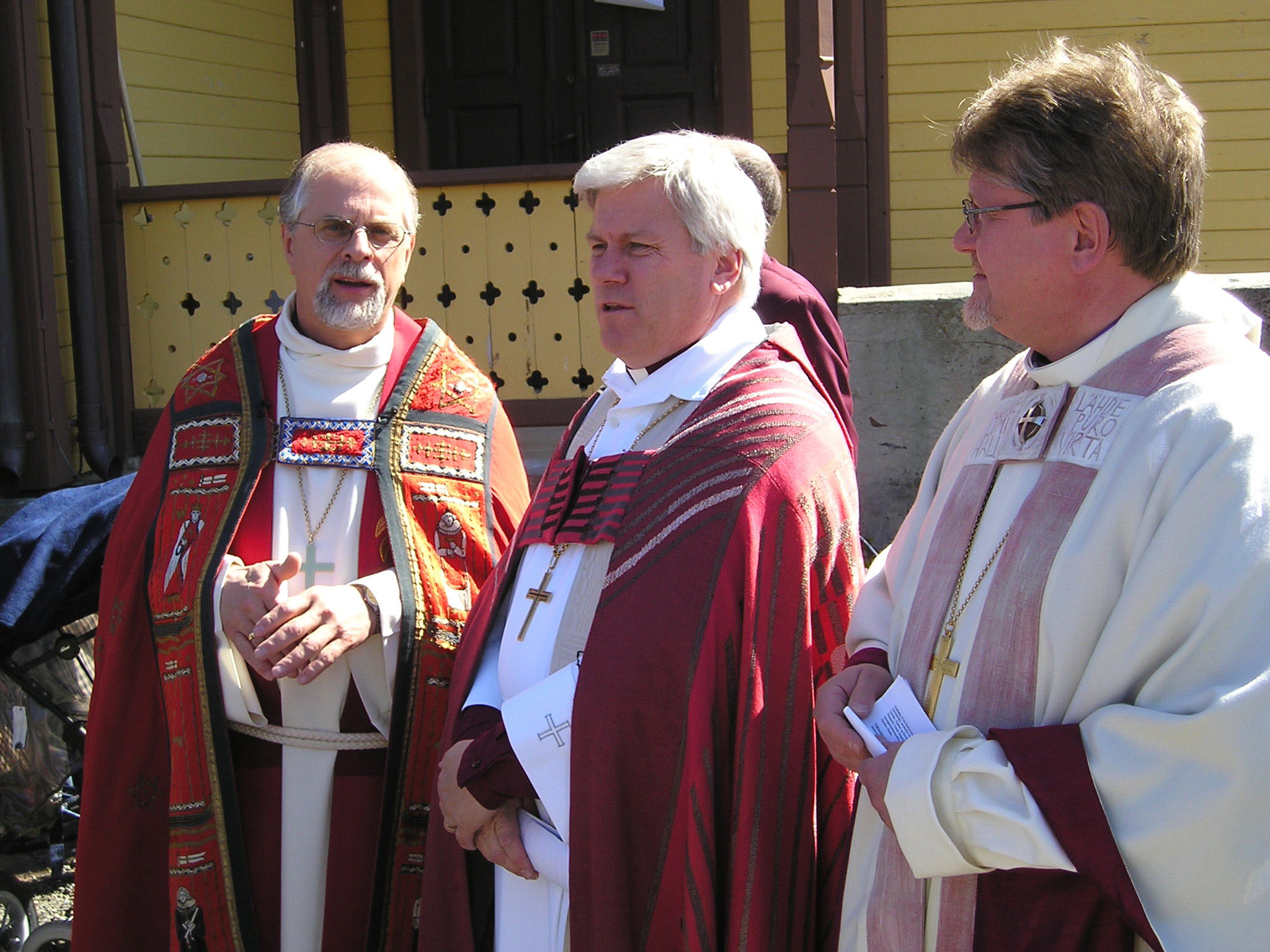
Per Oskar Kjølaas, Hans Stiglund und Samuel Salmi.

Samuel Salmi (* 19. März 1951 in Muonio) war von 2001 bis 2018 Bischof des Bistums Oulu in der Evangelisch-Lutherischen Kirche Finnlands.

## Leben
Samuel Sami wurde in Munio im finnischen Teil Lapplands geboren und schloss im Jahr 1970 die Schule in Pello ab, einer etwas weiter südlich, ebenfalls in Lappland gelegenen Gemeinde. Anschließend studierte er bis 1974 evangelische Theologie in Helsinki und ging dann nahtlos in die Ausbildung zum Pfarramt. Nachdem er zwischenzeitlich ordiniert worden war, promovierte er 1990 zum Doctor theologiae. Zu den Positionen, die Salmi in seiner beruflichen Laufbahn ausfüllte, gehören u. a. das Amt als Generalsekretär der Erzdiözese Turku (1987–1993) und das Amt als Pfarrer der St.-Katharinen-Kirche (1993–2000), bevor er 2001 zum Bischof des Bistums Oulu geweiht wurde. Zusätzlich ist er seit Mitte der 1980er Jahre stark in verschiedene Formen der Gremienarbeit eingebunden.
Darüber hinaus betätigte er sich zweimal als Buchautor und veröffentlichte 2002 („Sprich, Norden, Sprich“, finnisch : Puhu, pohjoinen, puhu) und 2008 („Höre auf die Stimme des Nordens“, finnisch : Kuule pohjoista puhetta) eigene Bücher, die sich mit der lokalen Kultur sowie dem geistigen und gesellschaftlichem Leben in den nördlichen Gebirgen und Flusstälern beschäftigen.

## Gesellschaftspolitische Haltung
In der Flüchtlingskrise in Europa ab 2015 positionierte er sich im dritten Quartal 2016 gegen Pavi Nerg, Staatssekretärin im finnischen Innenministerium. Während sie darauf hinwies, dass Asylsuchenden ohne Ausweispapiere nicht geholfen werden sollte, betonte Salmi, dass die Kirche selbst entscheide, wie sie mit Menschen ohne Papiere umgehe.
Damit blieb er einer Linie treu, die er schon drei Jahre zuvor im Rahmen eines ökumenischen Gottesdiensts zum Unabhängigkeitstag vertreten hatte: Die Realität der Gesellschaft sei Multikulturalismus und Vielfalt, sagte er in seiner Predigt. Ebenso wies er darauf hin, dass eine neue Vision nötig sei und es keine einzige Kultur mehr gebe (finnisch Tarvitaan uusi visio. Yhtenäiskulttuuria ei enää ole.).

## Familie
Samuel Salmi ist verheiratet mit der Ökonomin Hannele Salmi (geb. Zeitlinger), die als Diözesanassistentin in der Kathedrale von Oulu arbeitet. Gemeinsam haben sie zwei Kinder, Mikko Salmi (* 1975, ebenfalls Pfarrer) und Johanna Forss-Lähdesmäki (* 1982), und sechs Enkelkinder.

## Veröffentlichungen
- Yksi Herra, yksi usko, yksi kaste: partisipaatio ajatuksen tulkinnat Faith and Order -liikkeen kastedialogeissa Lundista 1955 Budapestiin 1989, Helsinki 1990, ISBN 951-9111-82-4 (Dissertation).
- Puhu, pohjoinen, puhu, Pohjan väylä, 2002, ISBN 952-5271-09-9.
- Beitrag in Meille Annettu Maa: Pohjoisen kirkon ympäristökirja, hrsg. von Timo Helenius, Edita Publishing Oy, 2007, ISBN 978-951-37-4867-8.
- Kuule pohjoista puhetta, Edita Publishing Oy, 2008, ISBN 978-951-37-5308-5.